# Jakobikirche (Wilsdruff)

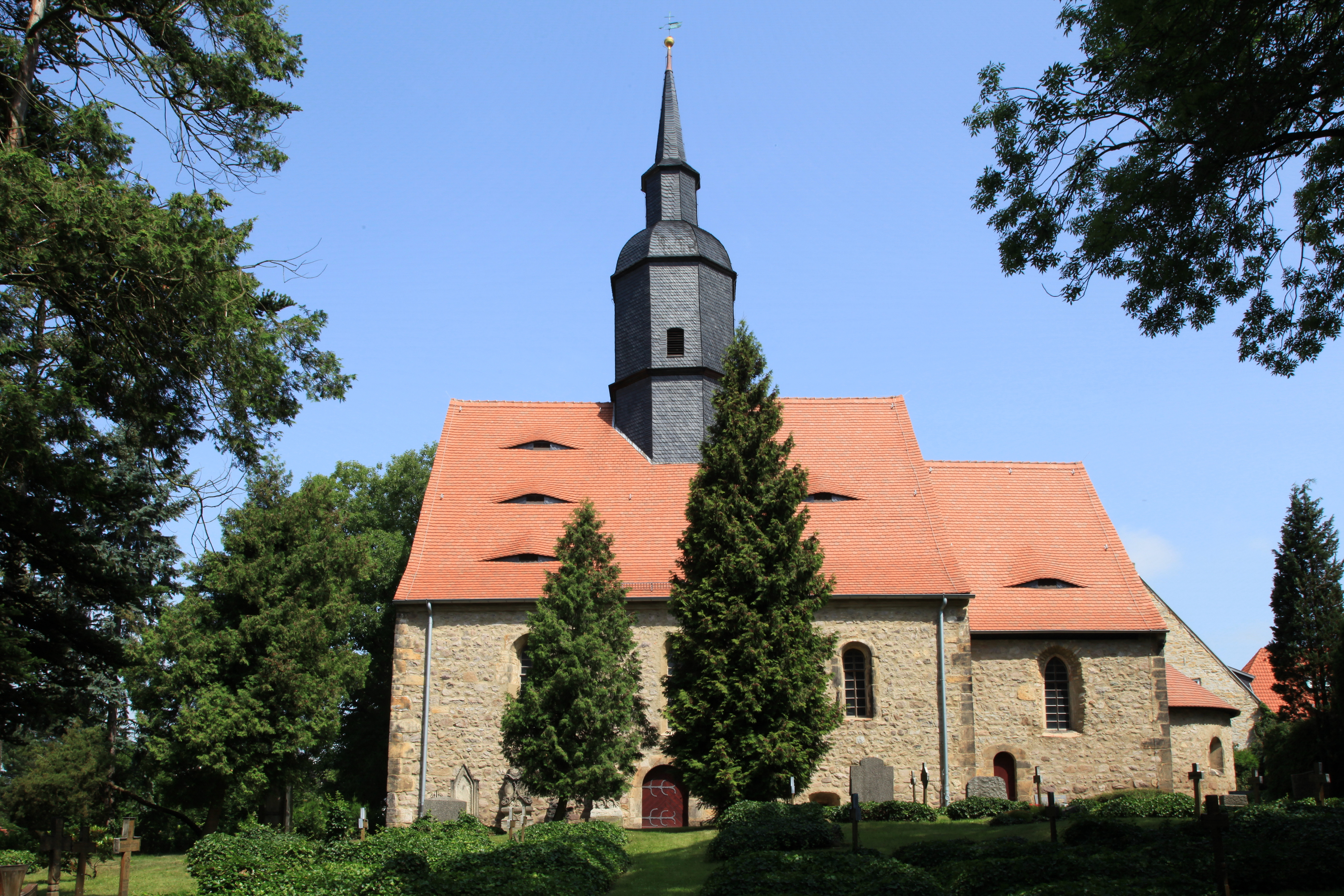
Jakobikirche in Wilsdruff

Die Jakobikirche in Wilsdruff ist eine der ältesten in ihrer ursprünglichen Gestalt erhaltenen Dorfkirchen im sächsischen Raum. Sie liegt auf einer Anhöhe oberhalb des Stadtzentrums und wurde jüngsten Erkenntnissen zufolge Mitte des 12. Jahrhunderts an der Kreuzung bedeutender Wege als Kaufmannskirche im damaligen Wilandesdorf erbaut – noch vor der Stadtgründung von Wilsdruff. Möglicherweise entstand sie als Niederlassung für Mönche des Benediktinerordens; laut Cornelius Gurlitt ist sie „eine der größten sächsischen Anlagen dieser Art“.
Seit 2005 ist das Gotteshaus eine ökumenische Autobahnkirche an der Bundesautobahn 4, Ausfahrt 77a, zwischen dem Autobahndreieck Nossen (Bundesautobahn 14) und dem Autobahndreieck Dresden-West (Bundesautobahn 17).

## Geschichte und Bauwerk

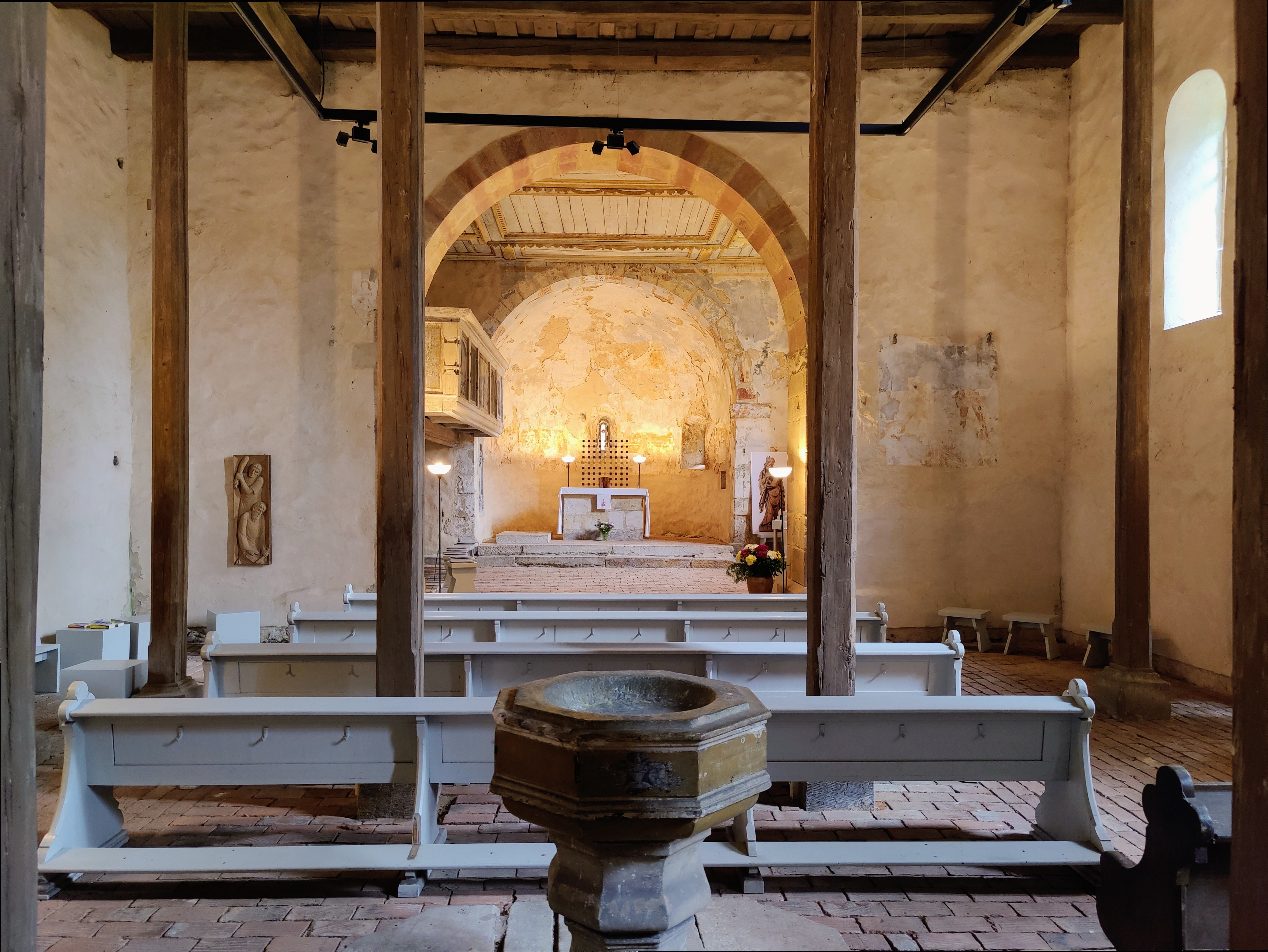
Blick zum Chor (2021)

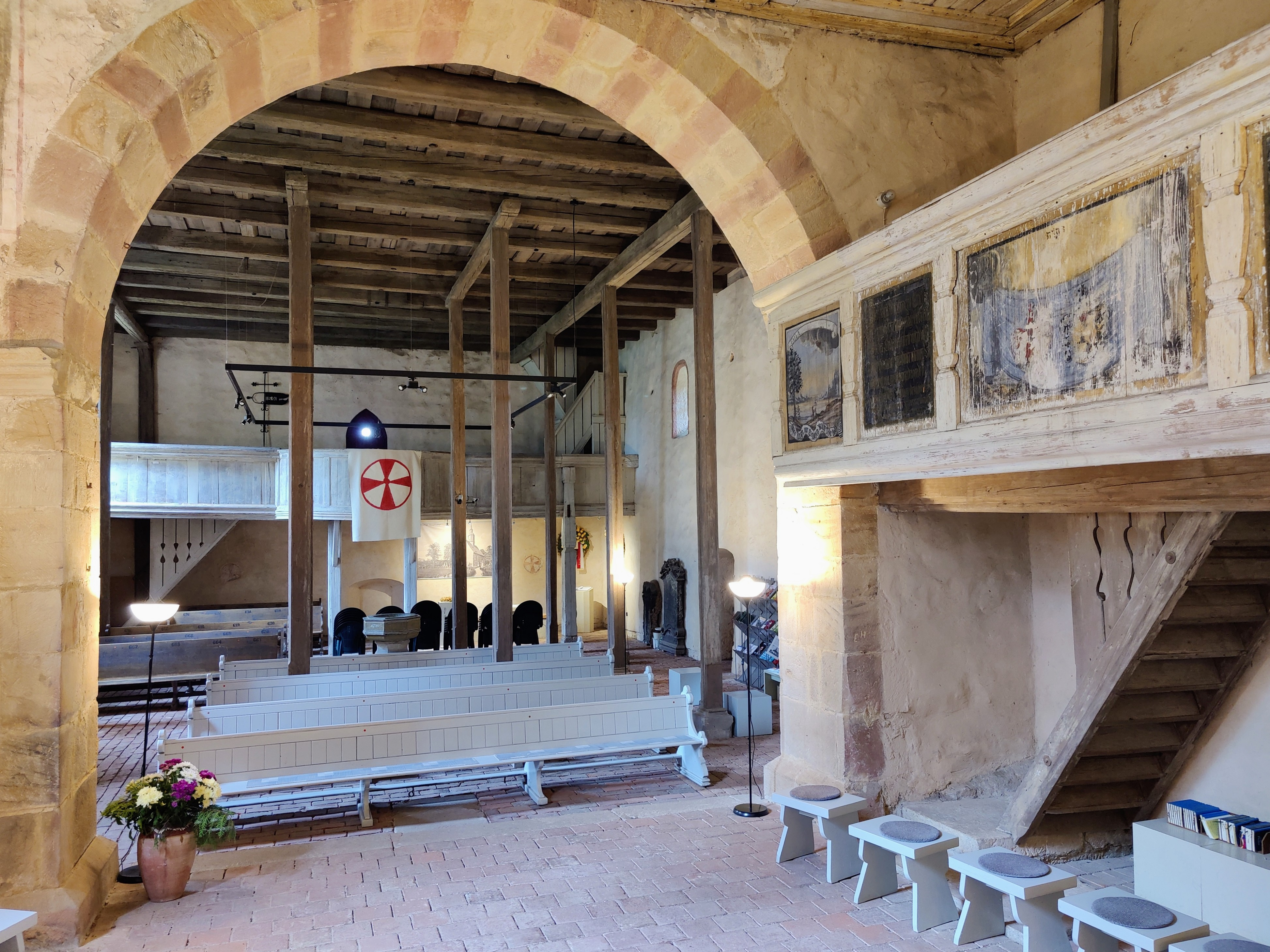
Blick aus dem Chor

Nahe der Jakobikirche entstand um 1200 die eigentliche Wilsdruffer Stadtkirche St. Nikolai, wodurch die abseits des Stadtkerns gelegene Jakobikirche an Bedeutung verlor. Nach Einführung der Reformation wurde sie nur noch selten genutzt, blieb jedoch Begräbniskirche der Herren von Schönberg, welche Stadt und Rittergut jahrhundertelang in ihrem Besitz hatten. An diese Nutzung erinnern ein Epitaph des Ritters Hans von Schönberg neben dem Altar sowie Wappen und Bilder an der Herrschaftsempore.
Deutlich ist am Gebäude noch der romanische Baustil der Entstehungszeit mit dicken Bruchsteinmauern und schlitzbogenartigen Rundbogenfenstern zu erkennen. Die Kirche ist als Saalkirche angelegt und besteht aus einem geräumigen Kirchenschiff, einem kleinen Chor und der halbkreisförmigen Apsis mit dem Altar. 1591 erhielt sie ihren heutigen, mehrfach erneuerten  Dachreiter. 1686 wurden die Fenster der Südseite vergrößert. Von der früheren Ausmalung sind heute nur noch Reste, u. a. einige Weihekreuze und Bildfragmente im Chorraum, erhalten.
Im Jahr 1919 wurde die Jakobikirche zur Gedenkstätte für die im Ersten Weltkrieg Gefallenen umgewandelt und zugleich ein Ehrenfriedhof angelegt.
An diese Opfer erinnert eine Steintafel an der Ostseite:
„Zum Gedächtnis ihrer unvergessenen Söhne welche im Weltkriege ihr Leben opferten. Kein Bangen – Fragen – trotz Pein und Not. Voll Mut Ohne Klagen getreu bis in den Tod. Die Kirchgemeinde“
Auch aus dem Zweiten Weltkrieg stammende Ehrengräber befinden sich dort.
1976 wurden Dachreiter und Dach der Jakobikirche von einem Sturm teilweise zerstört. Erste Pläne sahen daraufhin vor, das Dach komplett abzutragen und die Kirche als Ruine verfallen zu lassen. Letztlich entschloss man sich, das Gebäude zu sichern und künftig für das Heimatmuseum Wilsdruff zu nutzen; dies wurde jedoch aufgrund der Friedlichen Revolution in der DDR nicht mehr verwirklicht. 
1984 wurde der umliegende Friedhof geschlossen und die Kirche an die Stadt übergeben. In diesem Zusammenhang erfolgte der Ausbau des Altars, des Gestühls und der Kanzel.

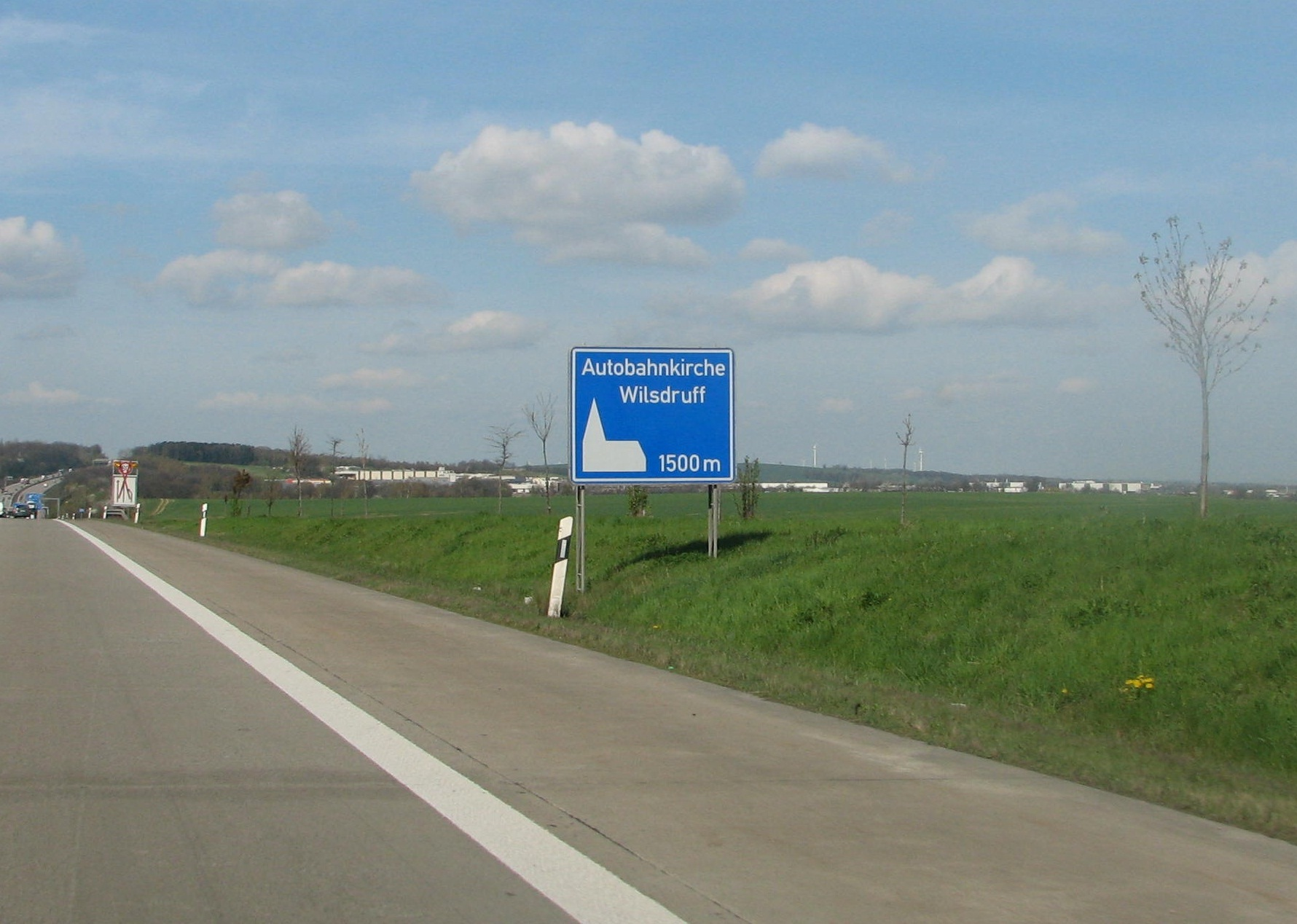
Hinweis auf die Autobahnkirche Wilsdruff

Nach 1990 konnten die Sanierungsarbeiten fortgesetzt werden, wobei die Finanzierung u. a. von der Stadt Wilsdruff, der Stiftung „Leben und Arbeit“ und privaten Spendern erfolgte. 
Seit dem 24. Juni 2005 ist die Kirche wieder geweiht und die 30. ökumenische Autobahnkirche in Deutschland. Die Bundesautobahn 4 befindet sich gut 1 Kilometer nördlich.
Nach Abschluss des Ausbaus sollen hier neben Andachten Ausstellungen und Veranstaltungen stattfinden.

## Historisches Geläut
Eine Besonderheit ist die um 1250 gegossene, in Bezug auf den heiligen Bischof Benno von Meißen, als Bennoglocke bezeichnete, große Glocke. Ihre Wandung zeigt figürliche Ritzzeichnungen, die wahrscheinlich einen Fuchs darstellen, der den Gänsen predigt. Mit diesem Gleichnis sollte von „teuflischen Irrlehren“ abgehalten werden, wobei der Glockenschlag diese Absicht als „Abwehr des Bösen“ noch fördern sollte. Die endgültige Deutung der Bildszenen steht noch aus; auch die Beziehung zu Bischof Benno ist nicht belegt.
Das Geläut bestand aus drei Bronzeglocken, eine aus dem 13. Jahrhundert und zwei aus dem 15. Jahrhundert. Die beiden letzteren Glocken wurden um 1985 abgehangen, als die Kirche urbanes Eigentum wurde. 
Die älteste Glocke ist seit dem Jahr 1591 eine Dauerleihgabe der Evangelischen-Lutherischen Ortsgemeinde.
Im Folgenden eine Datenübersicht:
| Nr. | Gussdatum | Gießer                  | Durchmesser | Masse  | Schlagton |
| --- | --------- | ----------------------- | ----------- | ------ | --------- |
| 1   | um 1280   | Glockengießer unbekannt | 902 mm      | 450 kg | a′        |

## Autobahnkirche
Seit dem Jahr 2005 hat ein neues Nutzungskapitel begonnen. Unter dem Motto „Auftanken für die Seele“ wird das Gotteshaus von der Stadt Wilsdruff, der Stiftung Leben und Arbeit, der Kirchgemeinde Wilsdruff und dem Landhotel Keils Gut als Autobahnkirche zugänglich gemacht – mit der Nutzung für Gottesdienste, Ausstellungen, kulturelle Veranstaltungen und zur persönlichen Andacht. 
Die komplette Sanierung dauert an, die Kirche ist während der Bauarbeiten zugänglich. Sie ist täglich von 8 bis 18 Uhr geöffnet.

## Sage
Laut einer Sage sollte die Kirche ursprünglich auf der nahe gelegenen Hühndorfer Höhe errichtet werden. Angeblich hat ein Hund mit glühenden Augen die verbauten Steine mit dem Maul zur Stelle der heutigen Kirche getragen. Schließlich entschied Bischof Benno, die Kirche an dieser Stelle zu errichten. An der Nordwestseite befindet sich ein Eckstein, der auch einen Hund zeigt – wobei dessen Abbildung womöglich Anlass zu dieser Sage gewesen ist.